# Чалбучи
Чалбучи — село в Сретенском районе Забайкальского края России. Входит в состав сельского поселения «Ботовское».

## География
Село находится в восточной части Забайкальского края, на правом берегу реки Шилка, на расстоянии примерно 64 км (по прямой) к северо-востоку от города Сретенск, административного центра района.
Климат
Климат характеризуется как резко континентальный с продолжительной холодной малоснежной зимой и коротким тёплым летом. Среднегодовая температура воздуха составляет −5,3 — +3 °С. Средняя многолетняя температура самого холодного месяца (января) составляет −28 — −24 °С (абсолютный минимум — −55 °С), температура самого тёплого (июля) — 16 — 19 °С (абсолютный максимум — 40 °С). Безморозный период длится в течение 80 — 100 дней. Среднегодовое количество осадков — 350—400 мм.
Часовой пояс
Село Чалбучи находится в часовой зоне МСК+6. Смещение применяемого времени относительно UTC составляет +9:00.

## История
В 1915 году посёлок Чалбучинский переименован в Долгоруковский, в честь бывшего командира 3-й сотни 2-го Читинского полка Забайкальского казачьего войска князя Александра Николаевича Долгорукова.

## Население
| 2010 | 2021 |
| ---- | ---- |
| 33   | ↘16  |

Национальный состав
Согласно результатам переписи 2002 года, в национальной структуре населения русские составляли 98 % из 41 чел.